# Isoneuromyia palmi
Isoneuromyia palmi är en tvåvingeart som först beskrevs av Shaw 1951.  Isoneuromyia palmi ingår i släktet Isoneuromyia och familjen platthornsmyggor. Inga underarter finns listade i Catalogue of Life.